# 海から来た男 (漫画)
「海からきた男」（うみからきたおとこ）は『薔薇族』1984年12月号に掲載された山川純一の一話完結の漫画である。これを原作としてENKプロモーションの製作で実写映画化され、1991年6月10日に公開された。

## あらすじ
妻の肉体に魅力を感じなくなった平山は、妻に見捨てられ家庭崩壊を引き起こしてしまったことに絶望し、入水自殺の報道があった人気のない海岸に来て海を眺めていた。そこへサーファー姿の青年が現れ、平山をホモ・セックスに誘う。行為の中で平山は男とのセックスに新しい世界を見出し、果ててしまう。彼は小津と名乗り、この海岸で自殺した男性は自分の恋人で、自分も死ぬつもりでいたが、平山となら人生をやり直せるのではないのかと思い、セックスに誘ったと言う。平山も小津とともに人生をやり直す決意をする。

## 登場人物
平山（ひらやま）
熟年男。何時からか妻の体に魅力を感じなくなり、彼女に見捨てられる。自殺をはかるが、小津とのセックスの最中に同性愛に目覚め、彼と共に生きることにする。
小津（おづ）
人気の無い海岸でサーフィンに興じていた青年。ホモ。元彼は人生に疑問を持ち入水自殺した。彼自身も後追い自殺をしようとしたが、平山とならやり直せると直感し、セックスに誘った。
平山の妻
夫に愛想をつかされたことで、関係がぎくしゃくし、本編の3日前に子供を連れて家を出て行った。

## 映画版
映画版は山川純一の作品を原作として、1991年にENKプロモーションによってゲイ・ポルノ映画として製作配給された。出逢いにより主人公が生きる希望を見出し、第二の人生を歩み出す原作に対し、映画版は出逢いにより主人公の厭世観が高まり性的欲求に嵌っていく展開となっている。
ストーリーはほぼ同一であるが、平山の妻は声の出演のみ（演者不明）となっている。
舞台は関西圏という映画版の独自設定であり、紀伊半島のとある海岸をロケ地としている。また、ENKプロモーションは大阪に拠点を置く製作プロダクションであり、スタッフは関西圏で活動する映画関係者が起用された。